# Primul Război Mondial (istorie alternativă)

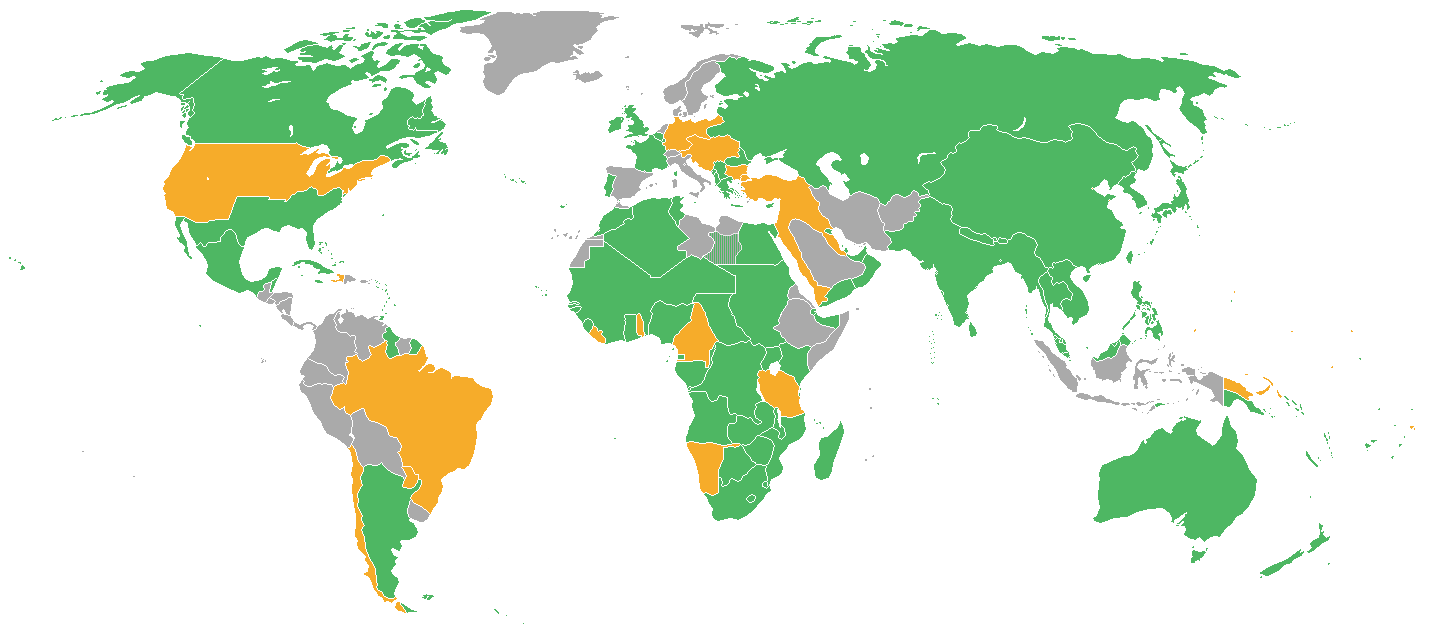
Primul Război Mondial în seria de romane Southern Victory (sau "Timeline 191") de Harry Turtledove

Aceasta este o listă de ficțiuni în care soarta și fapte din Primul Război Mondial (1914-1918) sunt diferite față de realitatea noastră (istorie alternativă).
Mai multe lucrări încearcă să răspundă la întrebarea: ce s-ar fi întâmplat dacă Primul Război Mondial nu ar fi fost câștigat de Puterile Antantei, ci de  Puterile Centrale.

## Literatură
| Titlu                                                                  | Autor                                     | An        | Note | Ref.                        |
| When William Came                                                      | Saki (pseudonim al lui Hector Hugh Munro) | 1913      | Înainte de Primul Război Mondial, Londra este sub ocupația germană, după un război între Germania și Marea Britanie în care prima a câștigat. Romanul descrie schimbările care vin odată cu invazia și triumful unei armate străine. La fel ca romanul lui Robert Erskine Childers, The Riddle of the Sands (1903), prezice declanșarea Marelui Război (în care Saki va fi ucis). | [ 4 ] [ 5 ]                 |
| Bring the Jubilee                                                      | Ward Moore                                | 1953      | Primul Război Mondial este numit în carte Războiul Împăraților (1914–1916). Punctul general de divergență are loc în iulie 1863, când Statele Confederate ale Americii câștigă bătălia de la Gettysburg și, ulterior, declară victoria într-un conflict la care se face referire în carte ca „Războiul de Independență de la Southron” la 4 iulie 1864, după căderea Statele Unite ale Americii. Romanul are loc în rămășițele sărăcite ale Statelor Unite, la mijlocul secolului al XX-lea, când războiul se profilează între Confederație și rivalul ei, Uniunea Germană. Confederația (SCA) a fost una dintre cele două superputeri ale lumii după victoria decisivă a Uniunii Germane în Războiul Împăraților (1914–1916) în Europa (analog primului război mondial). Uniunea Germană (o aparentă fuziune a imperiilor german și austro-ungar) a format o alianță cu un Imperiu Spaniol întinerit. Pentru a menține echilibrul de putere, Confederația s-a aliat cu Imperiul Britanic. Tensiunile au crescut între CSA și germani până în anii 1950, iar oamenii din întreaga lume au trăit sub amenințarea constantă a unui război iminent, Statele Unite ale Americii fără apărare fiind cu siguranță câmpul de luptă - Al Doilea Război Mondial (istorie alternativă). | [ 7 ] [ 8 ]                 |
| Contro-passato prossimo                                                | Guido Morselli                            | 1975      | Romanul descrie înfrângerea Italiei (și ulterior a Franței) în Primul Război Mondial, în care prima linie alpină statică care a despărțit Italia de Austria în timpul războiului se prăbușește când germanii și austriecii renunță la războiul de tranșee și adoptă blitzkrieg cu douăzeci de ani înainte. | [ 9 ]                       |
| Southern Victory                                                       | Harry Turtledove                          | 1997–2007 | Ca urmare a evenimentelor din Războiul Civil American (istorie alternativă) configurația mondială este diferită. După asasinarea arhiducelui Franz Ferdinand, Marea Britanie, Franța și Rusia intră în război cu Germania și Austro-Ungaria. Președinții Theodore Roosevelt și Woodrow Wilson ordonă armatelor SUA și SCA să se mobilizeze, iar luptele izbucnesc în curând. Războiul industrializat și absența intervenției europene favorizează partea Uniunii, iar o mare parte din corpul ofițerilor confederați este alcătuit din moștenitori ai marilor generali din secolul al XIX-lea fără talente militare. Statele Confederate încep o invazie în Maryland și Pennsylvania care pune presiune mare pe Washington, D.C., dar nu poate cuceri Baltimore, în timp ce Uniunea (SUA) lansează atacuri asupra Sonora și Canada, împreună cu capturarea Insulelor Sandwich Britanice. Pe măsură ce vine iarna, un impas se instalează peste liniile de tranșee în Kentucky, Pennsylvania, Virginia, Manitoba, sudul Ontario și râul St. Lawrence. SUA se confruntă cu o altă rebeliune în Utah, iar SCA se confruntă cu o revoltă socialistă neagră, care durează un an pentru a o supune.                                                                                 | [ 10 ] [ 11 ] [ 12 ] [ 13 ] |
| Arabesk - trilogie (Pashazade (2001); Effendi (2002); Felaheen (2003)) | Jon Courtenay Grimwood                    | 2001-2003 | Woodrow Wilson a intermediat o pace anterioară declanșării Primului Război Mondial, astfel încât să nu se extindă niciodată în afara Balcanilor. | [ 14 ] [ 15 ]               |
| Uncle Alf                                                              | Harry Turtledove                          | 2002      | Imperiul German triumfă asupra dușmanilor săi în Primul Război Mondial în 1914, când Alfred von Schlieffen supraveghează personal punerea în aplicare a planului său pentru un război pe două fronturi. Ocupă Belgia și Franța după război. Doi ani mai târziu, Germania ajută Rusia să înlăture o revoluție comunistă în 1916. | [ 16 ] [ 17 ] [ 18 ]        |

## Jocuri video
| Titlu      | Dezvoltator | An   | Note | Ref.                 |
| Iron Storm | 4X Studio   | 2002 | Primul Război Mondial durează mai bine de o jumătate de secol. Baronul Nikolai Alexsandrovich von Ugenberg a pus mâna pe Mongolia în 1921, într-o revoltă care a urmat Revoluției Ruse, iar mai târziu a invadat Rusia pentru a-i zdrobi pe bolșevici. | [ 19 ] [ 20 ] [ 21 ] |

## Vezi și
- Imperiul Roman (istorie alternativă)
- Războiul Civil American (istorie alternativă)
- Al Doilea Război Mondial (istorie alternativă)